# Mariachi tradicional
El mariachi tradicional es una agrupación musical caracterizada por el predominio de los instrumentos de cuerda. Su "área nuclear" comprende Colima, Jalisco, Michoacán, Nayarit y zonas aledañas. No existe un lugar comprobado del origen del mariachi, no tampoco una fecha exacta de cuando surge la agrupación como tal. Sin embargo el Mariachi Tradicional es la consecución de agrupaciones llamados anteriormente como conjuntos de arpa grande, mitotes y fandangos, que datan, según fuentes bien documentadas y de especialistas en la investigación de dicha cultura, desde mucho antes de la Primera intervención Francesa. Dicho esto, el mariachi moderno o mariachi contemporáneo, tal cual se conoce en la actualidad,  se desarrolló durante los años treinta del siglo XX d. C., derivando en el mariachi con trompetas que se conoce actualmente. Es viva tradición de lo que el mariachi popular ha heredado; no es una tradición diferente, simplemente ha logrado estar en preservación a pesar de los cambios y los efectos de los medios masivos. 
A diferencia del mariachi moderno o contemporáneo, no utiliza trompetas.su ensable instrumental está compuesto por violínes, guitarra de golpe en algunas regiones del Occidente del México, vihuelas, y arpa cuyo trabajo es armonía y melodía. En algunas regiones se emplea guitarrón o contrabajo, y en algunas otras zonas de la Región extendida del Mariachi, se usa tambora. A lo largo de la historia del mariachi, las agrupaciones han experimentado con otros instrumentos, como clarinetes y otros, de viento en busca de innovación a raíz de las tendencias musicales que van surgiendo continuamente. 
Su repertorio se compone, mayoritariamente, por sones y sus variaciones regionales, arribeños, costeños y jarabes; canciones rancheras; en numerosas ocasiones, mientras el mariachi interpretaba sus piezas, se realizaban bailes de tarima, boleros, balonas y algunos ritmos europeos como el Schottisse, las Pocas o los vals, que adecuaron e interpretaron con instrumentos empleados por los conjuntos de mariachi. Este conjunto de cuerdas está emparentado con otros de la región occidental de México, como el conjunto calentano, el conjunto de jaraberos y el conjunto de son de tarima, del llamado son mexicano.
El Mariachi Tradicional Azteca fue fundado por Rafael Arredondo (26 de octubre de 1911 - ??) en un lugar de Jalisco.